# Shakespeare and Company

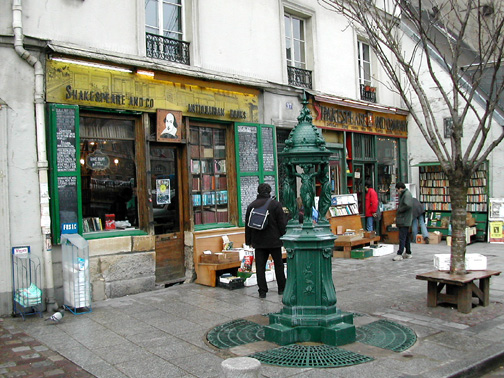
Shakespeare and Company in Parijs.

Shakespeare and Company is een Engelstalige boekhandel in Parijs die in 1919 werd opgericht door de Amerikaanse Sylvia Beach. 
Tijdens het interbellum groeide de winkel uit tot het trefcentrum voor de Anglo-Amerikaanse schrijvers, de Lost Generation, die kort na de Eerste Wereldoorlog neerstreken in de Franse hoofdstad. Oorspronkelijk gevestigd op nr. 8 in de rue Dupuytren verhuisde de zaak in 1921 naar de rue de l'Odéon 12 tot de sluiting in december 1941.
Behalve als ontmoetingsplaats voor enkele grote namen uit de literatuur - als Ernest Hemingway, F. Scott Fitzgerald, Gertrude Stein en James Joyce - werd de boekhandel vooral beroemd als de oorspronkelijke uitgever van James Joyce's Ulysses. Nadat Ierse Joyce - zowel in het Verenigd Koninkrijk als in de Verenigde Staten - geconfronteerd werd met censuurproblemen, bleek Beach bereid als zijn uitgever op te treden; in 1922 werd Ulysses in een eerste druk van 1.000 exemplaren op de markt gebracht. Tot de juridische problemen rond het boek van de baan waren en Joyce begin jaren dertig een contract afsloot met een reguliere uitgever, volgden er nog een tiental herdrukken van het boek.

## Tegenwoordig
In 1951 opende Amerikaan George Whitman een andere Engelstalige boekhandel annex bibliotheek in Parijs onder de naam Le Mistral. Evenals Shakespeare and Company - dat ondertussen al tien jaar gesloten was - werd Le Mistral ook snel een ontmoetingsplek voor een aantal schrijvers. Deze keer betrof het voornamelijk van de zogenoemde Beat Generation; schrijvers als Allen Ginsberg, Gregory Corso en William Burroughs. Na het overlijden van Sylvia Beach in 1962 werd de naam van Le Mistral gewijzigd naar Shakespeare and Company. Whitman stelde zijn zaak ook open als tijdelijke overnachtingsplek voor literatuurliefhebbers en schrijvers. Als enige voorwaarde gold dat de gast zelf het bed opmaakte en meehielp in de winkel. Tegenwoordig houdt zijn dochter de winkel, gelegen rue de la Bûcherie 37, nog steeds open.

## Jubileum
In november 2019 vierde winkel zijn honderdjarig bestaan.  